# Sadowo (Mirosławiec)
Sadowo (deutsch Zadow) ist ein Dorf in der Landgemeinde (Gmina) Mirosławiec (Märkisch Friedland) im Powiat Wałecki (Deutsch Kroner Kreis) der polnischen Woiwodschaft Westpommern.

## Geographische Lage
Das Kirchdorf liegt im Netzedistrikt des ehemaligen Westpreußen, östlich des Zadower Sees, etwa 25 Kilometer westlich von Wałcz (Deutsch Krone) und fünf Kilometer südlich von Mirosławiec (Märkisch Friedland).

## Geschichte
Ältere Ortsbezeichnungen sind Szadow (1337), Szadowo (1448), im 17. Jahrhundert Czadow; der Ort scheint 1337 wüst gelegen zu haben. Über die Etymologie des Ortsnamens, der in neumärkischen Urkunden auch als Familienname vorkommt, liegen keine sicheren Erkenntnisse vor. In dieser Region der Neumark hatte seit 1374 die Familie Güntersberg, die im 18. Jahrhundert ausgestorben ist, umfangreichen Landbesitz. Um 1435 war der Familie in einigen ihrer Besitzungen Schäden durch Peter Polack zugefügt worden. In einer davon handelnden Urkunde werden Eggard und Ulrick von Guntirsberghe sowie Tide Czadow, Vetter Eggards, genannt.
Das Dorf befand sich um 1783 im Besitz des Freiherrn von Blankenburg, dem außerdem noch die Stadt Märkisch Friedland sowie Henkendorf und einige andere Ortschaften gehörten; Zadow hatte eine evangelische Kirche.
Zwischen den Kreisen Dramburg im Regierungsbezirk Köslin in der Provinz Pommern und Deutsch Krone im Regierungsbezirk Marienwerder in der Provinz Westpreußen wurden 1878 Grenzkorrekturen vorgenommen, weil die Grenze bis dahin durch die Gemarkungen der Dörfer Alt Lobitz und Zadow verlief und dadurch beide Ortschaften im 19. Jahrhundert verwaltungstechnisch zwischen Pommern und Westpreußen zweigeteilt waren. Durch das Gesetz vom 8. Februar 1878 sind die zum Kreis Dramburg gehörigen Gemeinden Alt Lobitz und Zadow sowie der Gutsbezirk Zadow mit zusammen 307 Einwohnern dem Kreis Deutsch Krone, Regierungsbezirk Marienwerder, zugelegt worden.
Um 1930 hatte Zadow zwei Wohnstätten:
- Wilhelmshof
- Zadow

Im Jahr 1945 gehörte Zadow zum Landkreis Deutsch Krone im Regierungsbezirk Grenzmark Posen-Westpreußen der preußischen Provinz Pommern des Deutschen Reichs. Zadow war dem Amtsbezirk Henkendorf zugeordnet.
Im Februar 1945 wurde Zadow von der Roten Armee besetzt. Nach Beendigung der Kampfhandlungen wurde die Region seitens der sowjetischen Besatzungsmacht zusammen mit ganz Hinterpommern und der südlichen Hälfte Ostpreußens – militärische Sperrgebiete ausgenommen – der Volksrepublik Polen zur Verwaltung überlassen. Es wanderten nun Polen zu. Zadow wurde unter der polnischen Ortsbezeichnung „Sadowo“ verwaltet. In der Folgezeit wurde die einheimische Bevölkerung von der polnischen Administration aus Zadow vertrieben.

### Demographie
| Jahr | Einwohner | Anmerkungen |
| ---- | --------- | --- |
| 1783 | –         | adliges Dorf und Vorwerk nebst einer evangelischen Kirche, im Netzedistrikt in Westpreußen, Kreis Krone, vier Feuerstellen (Haushaltungen)                                                                        |
| 1804 | –         | Dorfanteil und Gut mit 54 Einwohnern und sechs Feuerstellen (Haushaltungen) im Kreis Dramburg; die zweite Hälfte des Dorfs gehört zu Westpreußen                                                                  |
| 1818 | 105       | Dorf in zwei Anteilen, 52 Einwohner im Kreis Dramburg und 53 im Kreis Deutsch Krone |
| 1852 | 47        | [ 11 ] |
| 1864 | 142       | davon 52 im Kreis Deutsch Krone im Dorf (sämtlich Evangelische) und 43 auf dem Gut (sämtlich Evangelische) sowie 47 insgesamt im Kreis Dramburg im Gemeinde- und Gutsbezirk                                       |
| 1867 | 128       | am 3. Dezember, davon im Kreis Deutsch Krone 42 im Dorf und 39 auf dem Gut sowie im Kreis Dramburg 47 im Dorf |
| 1871 | 125       | am 1. Dezember, davon im Kreis Deutsch Krone 34 (sämtlich Evangelische) im Dorf und 43 (38 Evangelische, fünf Katholiken) im Gutsbezirk sowie im Kreis Dramburg 48 (sämtlich Evangelische) im Dorf                |
| 1910 | 106       | am 1. Dezember, davon 70 (66 Evangelische, vier Katholiken; ein Einwohner mit polnischer Muttersprache) im Dorf sowie 36 (35 Evangelische, ein Katholik; kein Einwohner mit polnischer Muttersprache) auf dem Gut |
| 1925 | 262       | darunter 260 Evangelische und zwei Katholik |
| 1933 | 225       | [ 17 ] |
| 1939 | 211       | [ 17 ] |